# Лурд (регбійний клуб)
ФК Лурд (фр. FC Lourdais) — французький клуб регбі-юніон. Клуб було створено в 1911 і він знаходиться в місті Лурд в Верхніх Піренеях. Лурд є восьмиразовим чемпіоном Франції та шестиразовим чемпіоном Кубку Франції. Клуб розігрує свої матчі на стадіоні Стад Антуан-Бегер, носять голубо-червону форму. Самим знаменитим гравцем є Жан Прат.

## Досягнення
Топ 14
- Чемпіон: 1948, 1952, 1953, 1956, 1957, 1958, 1960[1], 1968
- Фіналіст: 1945, 1956, 1955

Шаленж Ів дю Мануар
- Чемпіон: 1953, 1954, 1956, 1966, 1967, 1981[2]
- Фіналіст: 1977[3]

Кубок Франції
- Чемпіон: 1950, 1951
- Фіналіст: 1948, 1984

## Фінальні матчі

### Топ 14
|                 |                 |                       |           |                               |               |
| Дата            | Чемпіон         | Фіналіст              | Результат | Стадіон                       | Вболівальники |
| 7 квітня 1945   | Ажен            | Лурд                  | 7:3       | Парк де Пренс, Париж          | 30 000        |
| 24 березня 1946 | Сексьйон Палуаз | Лурд                  | 11:0      | Парк де Пренс, Париж          | 30 000        |
| 18 квітня 1948  | Лурд            | Тулон                 | 11:3      | Стад де Пон Жюмо, Тулуза      | 29 753        |
| 4 травня 1952   | Лурд            | Перпіньян             | 20:11     | Муніципальний стадіон, Тулуза | 32 500        |
| 17 травня 1953  | Лурд            | Стад Монтуа           | 21:16     | Муніципальний стадіон, Тулуза | 32 500        |
| 22 травня 1955  | Перпіньян       | Лурд                  | 11:6      | Стад Шабан-Дельмас, Бордо     | 39 764        |
| 3 червня 1956   | Лурд            | Дакс                  | 20:0      | Муніципальний стадіон, Тулуза | 38 426        |
| 26 травня 1957  | Лурд            | Рейсінг Клаб де Франс | 16:13     | Стад де Жерлан, Ліон          | 30 000        |
| 18 травня 1958  | Лурд            | Мазамет               | 25:8      | Муніципальний стадіон, Тулуза | 37 164        |
| 22 травня 1960  | Лурд            | Безьє Еро             | 14:11     | Муніципальний стадіон, Тулуза | 37 200        |
| 16 червня 1968  | Лурд            | Тулон                 | 9:9       | Муніципальний стадіон, Тулуза | 28 526        |

### Шаленж Ів дю Мануар
|      |           |                 |           |
| Рік  | Чемпіон   | Фіналіст        | Результат |
| 1953 | Лурд      | Сексьйон Палуаз | 8:0       |
| 1954 | Лурд      | Тулон           | 28:12     |
| 1956 | Лурд      | Перпіньян       | 3:0       |
| 1966 | Лурд      | Стад Монтуа     | 16:6      |
| 1967 | Лурд      | Нарбонн         | 9:3       |
| 1977 | Безьє Еро | Лурд            | 19:18     |
| 1981 | Лурд      | Безьє Еро       | 25:13     |

### Кубок Франції
|      |         |           |           |
| Рік  | Чемпіон | Фіналіст  | Результат |
| 1948 | Кастр   | Лурд      | 6:0       |
| 1950 | Лурд    | Безьє Еро | 16:3      |
| 1951 | Лурд    | Тарб      | 6:3       |
| 1984 | Тулуза  | Лурд      | 6:0       |

## Знамениті гравці
| - Клеман Дюпон - Ожен Бузі - Робер Соро - Антуан Лабазві - Жан Прат - Моріс Прат - Анрі Ранкуль - Анрі Домек - Жан Барт | - Клод Лаказ - П'єр Лаказ - Луї Гайнль - Тома Мантерола - Роже Мартін - Мішель Крост - Арно Маркесуза - Бертран Фуркад - Жан Гашасса - Мішель Арноде | - Жан-Анрі Мір - Андре Абаді - Андре Кампаес - Алан Коссад - Мануель Карпентї - П'єр Бербізьє - Мішель Кремаші - Жан-П'єр Гаруе - Луї Армарі |